# Tarrant Gunville
Tarrant Gunville est une paroisse civile et un village du Dorset, en Angleterre.